# Alta Vášová
Alta Vášová (* 27. května 1939, Sevljuš, Podkarpatská Rus) je slovenská spisovatelka, autorka literatury pro děti a mládež a science fiction, filmová, televizní, rozhlasová a divadelní scenáristka.

## Biografie
Vášová vystudovala Vyšší pedagogickou školu v Bratislavě, obor matematika a fyzika. Pracovala jako učitelka, ale také byla průvodkyní a uklízečkou na hradě Zvíkov. V letech 1968–1970 pracovala jako dramaturgyně v Československé televizi. Během normalizace psala doma. Počínaje rokem 1978 pracovala jako scenáristka Slovenskej filmovej tvorby.

## Dílo
Autorka své vědeckofantastické práce směřuje k řešení problémů v oblasti etiky. Mimo tvorby pro děti a science fiction je také autorkou řady filmových, televizních a rozhlasových scénářů a také libret k muzikálům.

### Próza
- Zaznamenávanie neprávd (1972) - sbírka [2]
- Miesto, čas, príčina, (1972) - experimentální prózy [2]
- Po (1979) - román, postkatastrofický námět [1][2]
- V zahradách (1982) - román [1][2]
- Sviatok neviniatok (1992) - novela
- Úlety (1995)
- Osudia (1995) - sbírka povídek [2]
- Natesno (1997) - novela [2]
- Ostrovy nepamäti (2008) - za tuto knihu autorka obdržela cenu Anasoft litera v roce 2009[2][3]
- Sfarbenia (2011)